# Cerić
Cerić je naselje u Republici Hrvatskoj, u sastavu Općine Nuštar, Vukovarsko-srijemska županija. 

## Stanovništvo

### Popis 2001.
Prema popisu stanovništva iz 2001. godine, u naselju je živjelo 1460 stanovnika u 466 obiteljskih kućanstava.

### Popis 2011.
Prema popisu stanovništva iz 2011. godine, u Ceriću je živjelo 1458 stanovnika, od čega 700 osoba muškog i 758 ženskog roda.

### Popis 2021.
Prema popisu stanovništva iz 2021. godine, u Ceriću je živjelo 1292 stanovnika u 446 kućanstava.
| broj stanovnika | 730   | 860   | 875   | 983   | 1008  | 1059  | 962   | 928   | 1142  | 1189  | 1436  | 1428  | 1438  | 1563  | 1460  | 1458  | 1292  |
|                 | 1857. | 1869. | 1880. | 1890. | 1900. | 1910. | 1921. | 1931. | 1948. | 1953. | 1961. | 1971. | 1981. | 1991. | 2001. | 2011. | 2021. |

## Povijest
Legenda kaže, da je naselje sagrađeno na prostoru gdje se nekada davno nalazila šuma stabla Cer, po čemu je mjesto dobilo ime. Cerić se spominje još prije pet tisuća godina. A prvi pisani trag u kome se spominje ime Cerić vodi u 1267. godinu kada se spominje kao dio posjeda Monoštar (danas Nuštar). Naselje Cerić, danas je u sastavu općine Nuštar u Vukovarsko-srijemskoj županiji. Bogata ravnica bila je poprištem brojnih sukoba i seoba naroda. Zahvaljujući izvanredno plodnom tlu, veoma povoljnim klimatskim uvjetima, prirodnom bogatstvu i dobrom prometnom položaju ovo područje je naseljeno od davnina. Prošlo je više od jednog tisućljeća kako ovdje Hrvati grade svoj narodni život i običaje.
Cerić je smješten na rubu Vinkovačkog ravnjaka, na ocijeditom visoko položenom i vrlo plodnom zemljištu, prosječne nadmorske visine 100 m. Sjeverno od Cerića teče rijeka Vuka koja se ulijeva u Dunav kod Vukovara, a južnije prema Savi teče Bosut s pritokama Berava, Biđ, Studva i Spačva. Bogate ribom, te su rijeke utjecale na kontinuitet življenja čemu je pridonijela i plodna praporna zemlja. Na gustoću naseljavanja utjecale su i mnogobrojne hrastove šume nikle u nekad močvarama bogatom području južnog dijela Županije.

## Obrazovanje
- OŠ Zrinskih (Nuštar) Područna škola Cerić

## Religija
- Rimokatolička Crkva sv. Katarine- Crkveni god 25.11. (sv. Katarina Aleksandrijska)

## Šport
- NK Mladost Cerić
- Aero klub "Fenix" - Cerić
- Športska ribolovna udruga Mladost - Cerić
- Boćarski klub Mladost Cerić
- Lovačko društvo "Vepar" Cerić
- Udruga Strijelaca Pavlovo Brdo Cerić (na sklopu strelišta "Pavlovo Brdo")

## Kultura
- KUD "Slavko Mađer" Cerić

Kao pretkodnica KUD-u, 4. ožujka 1939. u Ceriću je osnovan i djelovao je ogranak Seljačke sloge iz Nuštra, a u jesen 1972. godine ponovno je pokrenut kulturno-umjetnički život u selu koji je bio prekinut. Ovaj put je pokrenut pod nazivom KUD "Slavko Mađer" Cerić.
Redoviti su sudionici Vinkovačkih jeseni. Potrebno je staviti veliki naglasak na 1975. godinu kada su sa 6 konjskih zaprega na mimohodu Vinkovačkih jeseni prikazali žetvu od samog njenog početka pa do kraja kao što nitko nije ni prije ni poslije njih uspio. Muški članovi su se posebno iskazali na Vinkovačkim jesenima, održavajući običaj pečenja rakije.
Imali su čast i hrabrosti nastupati i pratiti prvog hrvatskog predsjednika dr. Franju Tuđmana onda kada se uvodila demokracija u državu. S ponosom se prisjećaju tih vremena i nastupa kada se željelo Europi, ali i svijetu predstaviti Hrvate kao narod sa svojim identitetom te bogatom poviješću, kulturnom baštinom i tradicijom.

## Seoski običaji

### Bacanje slame
Svake godine u noći prije katoličkog Uskrsa, mladići iz Cerića se skupe kako bi ponovili tradiciju koja se održava još od 1900-ih godina, najvjerojatnije. Njihov zadatak je uzeti pljevu od Cerićkih seljaka, nakon što su se pojavili kombajni 1960-ih godina, kada više nije bilo pljeve, počela se bacati slama. Mladići u svome pohodu bacaju tu istu slamu u dvorišta i ispred kuća lijepih Cerićkih djevojaka. Zadatak djevojaka je probuditi se dovoljno rano, kako bi stigle počistiti svu razbacanu slamu prije jutarnje Uskršnje svete mise. Djevojke koje bi se riješile sve te slame prije svete mise bi se smatrale marljive i vrijedne, a djevojke sa slamom razbacanom po dvorištu bi se smatrale lijene.

## Poznate osobe
- Miroslav Brandt, hrvatski povjesničar, pisac, publicist, prevoditelj i kulturolog
- Ivica Čuljak alias Satan Panonski, (također zvani Kečer II.) hrvatski punk glazbenik, pisac, slikar
- msgr. Đuro Hranić, hrv. rkt. svećenik, nadbiskup đakovačko-osječki

## Spomenici i znamenitosti
- Spomen obilježje poginulima i nestalima u Domovinskom ratu. (U centru sela, u ulici Bana Jelačića)
- Mural sa licima i imenima poginulih Cerićkih branitelja dragovoljaca u Domovinskom ratu. (U centru sela, u ulici Alojzija Stepinca)